# Maurizio Maiotti Editore
La Maurizio Maiotti Editore è una casa editrice italiana, nata a Milano nel 1995, specializzata nella storia della musica rock degli anni cinquanta e sessanta. Pubblica libri e riviste.

## Storia
Nelle intenzioni del suo fondatore, il milanese Maurizio Maiotti, la nascita di questa casa editrice aveva l'obiettivo di salvaguardare la memoria storica e promuovere la conoscenza di quel vasto e importante fenomeno musicale e culturale che è stato il rock negli anni cinquanta e sessanta in generale, italiano in particolare.
Fedele a tale impostazione, l'editrice si è avvalsa nel corso degli anni di un numero rilevante di esperti del settore, che hanno operato con ricerche storiche, catalogazioni discografiche, interviste con gli attori, i cantanti e i gruppi musicali del periodo esaminato, accesso ad archivi personali e fotografici. Il frutto di queste ricerche è stato in parte travasato periodicamente sulla rivista musicale Jamboree Magazine e in parte utilizzato per le pubblicazioni monografiche, in particolare quelle che costituiscono la collana Discografia. Per la storia del rock italiano, il risultato di un impegno pluriennale si è concretizzato nell'opera in due volumi, 1944-1963. I complessi musicali italiani. La loro storia attraverso le immagini.

## Jamboree Magazine
Primo prodotto e asse portante della neonata casa editrice è la rivista Jamboree Magazine, pubblicata a partire dal dicembre 1995 con cadenza bimestrale (oggi trimestrale), che tratta esclusivamente musica, cinema e cultura degli anni cinquanta e sessanta e che utilizza, per la stesura degli articoli, un significativo numero di collaboratori. Unica nel suo genere, è conosciuta a livello internazionale e apprezzata nei circuiti interessati al rock di quel periodo; per circa un anno, tra il 1999 e il 2000, è stata realizzata anche con allegato un fascicolo contenente la traduzione in lingua inglese, poi sospeso per gli eccessivi costi di produzione.
Fin dal primo numero pubblica come inserto centrale locandine in bianco e nero di film d'epoca, sostituite nel 6º fascicolo (il numero di fine anno, dicembre 1996 - gennaio 1997) dal "Calendario Jamboree"; lo stesso fascicolo propone anche l'esperimento delle due copertine diverse a scelta dell'acquirente, mentre nell'8º (aprile-maggio 1997) compaiono le prime cartoline dei gruppi rock, che ritornano l'anno dopo con una certa continuità (dal n. 13, aprile-maggio 1998) per poi raddoppiare e affermarsi stabilmente nel 1999. Questo è anche l'anno in cui Jamboree raggiunge un ampio consenso di pubblico con il 19º fascicolo (giugno-settembre), dedicato ad Adriano Celentano.
Nei numeri e negli anni successivi saranno riproposti altri nomi celebri, come Little Tony, i Dik Dik, Renato Carosone, Gene Pitney, Yves Montand, i Rolling Stones, Giorgio Gaber... ma la rivista ha ormai costituito un circuito di lettori fidelizzati e raggiunto una propria fisionomia definitiva che non muterà fino al 42º fascicolo (febbraio-marzo 2004), quando nelle sue pagine irrompe il colore con un inserto centrale dedicato per quell'anno a I pionieri del rock & roll e negli anni successivi ai Gruppi vocali e strumentali – dalle origini agli anni d'oro (1958/1964). Inoltre l'aspetto del collezionismo, connaturato allo spirito della pubblicazione, viene potenziato in uno spazio apposito dedicato ai dischi in vinile di stampa italiana, con le valutazioni e le riproduzioni delle copertine.
Per celebrare il 50º numero (ottobre-novembre 2005) la copertina adotta il colore, ma nel 2007 (con il fascicolo n. 57) l'editore Maiotti è costretto a passare alla cadenza trimestrale, in concomitanza con l'apertura del sito Internet. Il 2008 si chiude con il successo del 63º fascicolo, contenente l'omaggio a Lucio Battisti, bissato nel 2009 (n. 66) da quello alla "regina delle pin-up" Betty Page. L'ultima evoluzione della rivista è del 2011 (73º fascicolo) che, conclusa la serie degli inserti dedicati ai vari gruppi e complessi, si concentra su una nuova serie dedicata ai collezionisti del vinile.

## Principali edizioni
Nel corso dei primi dieci anni di vita di Jamboree, l'intensa attività di ricerca condotta dalla casa editrice e dai suoi collaboratori ha consentito di raccogliere una consistente massa di informazioni e di testimonianze fotografiche che solo in parte hanno trovato spazio sulle pagine del bimestrale e di cui l'editore si è avvalso, a partire dal 2005, per dar vita a una serie di pubblicazioni autonome, anche se inizialmente presentate come "supplementi" del periodico. La filiazione dei volumi dalla rivista, ribadita per altro dallo slogan "Jamboree presenta" e usata anche per sfruttarne il traino pubblicitario, è comunque evidente sia nell'impostazione grafica che nella scelta dei contenuti e nell'attenzione per gli aspetti più tipici del collezionismo. Inoltre, tutti i titoli di entrambe le collane sono caratterizzati da una prevalenza fotografica che riflette l'obiettivo editoriale di custodire la memoria e valorizzare l'identità storica del rock italiano non solo con la raccolta e la trasmissione di dati e informazioni, ma anche attraverso una corposa documentazione iconografica.

### Collana "Discografia"
Sotto la direzione dello storico musicale Augusto Morini e di Maurizio Maiotti (dedito soprattutto ma non esclusivamente alla parte grafica), la produzione discografica rock italiana è stata oggetto di censimento e di valutazione. I titoli storici della collana sono:
- Augusto Morini (testi) e Maurizio Maiotti (grafica), Johnny Hallyday in Italia... plus, con la discografia italiana in vinile e le sue valutazioni, versioni francese e inglese, 2006, ISBN 88-901228-1-1,
- Augusto Morini (testi) e Maurizio Maiotti (grafica), L'intera discografia italiana dell'etichetta London Records dal 1952 al 1982, con versione inglese, 2007, ISBN 88-901228-2-X,
- Augusto Morini (testi) e Maurizio Maiotti (grafica), L'intera discografia italiana dell'etichetta di Frank Sinatra, Reprise, dal 1961 al 1987, con valutazioni e versione inglese, 2008, ISBN 978-88-901228-3-5,
- Augusto Morini (testi) e Maurizio Maiotti (grafica), L'intera discografia italiana dell'etichetta Jolly dal 1958 al 1961, con valutazioni e versione inglese, 2009, ISBN 978-88-901228-4-2,
- Maurizio Maiotti con la collaborazione di Augusto Morini, Un'estate al mare. Copertine estive anni '60, 2010, ISBN 978-88-901228-5-9; è un'ampia selezione di immagini tratte dalle copertine dei 45 giri, EP e LP degli anni sessanta, con indice e valutazioni dei dischi riprodotti e versione inglese.

### Collana "Storia del rock"
È costituita essenzialmente dai volumi illustrati:
- Maurizio Maiotti e Augusto Morini, Elvis. Tutta la produzione italiana, con le valutazioni dei dischi in vinile e versione inglese di Francesco De Leonardis, 2005, ISBN 88-901228-0-3,
- Maurizio Maiotti con la collaborazione di Augusto Morini e Armando Buscema, 1944-1963. I complessi musicali italiani. La loro storia attraverso le immagini, con versione in inglese di Francesco De Leonardis, in 2 volumi, 2010, ISBN 978-88-901228-6-6.

### Altre edizioni
La Maiotti editore ha pubblicato anche collane e libri di fotografie, di narrativa e di vita milanese. Da non confondere invece la collana "Città sulla carta" che, seppur diretta da Gianni e Maurizio Maiotti, è invece realizzata dall'editore Carte Scoperte (ora Excelsior 1881).